# هاري جاكسون (لاعب كرة قدم)
هاري جاكسون (بالإنجليزية: Harry Jackson)‏ هو لاعب كرة قدم بريطاني (وحمل سابقاً جنسية المملكة المتحدة لبريطانيا العظمى وأيرلندا) في مركز الهجوم، ولد في 23 أبريل 1864 في نوتنغهام في المملكة المتحدة، وتوفي في 29 مايو 1899. لعب مع نوتس كاونتي ونوتينغهام فورست.